# 슈테펜 프로인트
슈테펜 프로인트(Steffen Freund, 1970년 1월 19일, 브란덴부르크주 브란덴부르크 안 데어 하펠 ~)는 은퇴한 독일의 축구 선수이다. 그는 현역시절 수비형 미드필더로 활약하였다. 

## 클럽 경력
그는 BSG 슈탈 브란덴부르크의 유소년 팀을 거쳐 데뷔하였다. 1991년, 그는 FC 샬케 04로 이적하여 팀의 중요한 미드필더가 되었다. 그러나 샬케는 1993년에 재정적 문제로 프로인트를 보루시아 도르트문트에 매각하였고, 프로인트는 그곳에서 1998년까지 보낸다. 그는 도르트문트 소속으로, 1995년과 1996년에 리그 2연패를 달성하였고, 1997년에는 챔피언스리그 우승을 거두었으나, 결승전에는 18명 출전 명단에 포함되지 못하였다. 그는 프리미어리그의 토트넘 홋스퍼 FC로 이적하여 5년을 머물렀는데, 그는 이 동안 한번의 득점도 하지 못하였다. 그는 그러나 1999년에 풋볼 리그 컵 우승을 거두었다. 그는 팀에 헌신하는 선수로 팬들의 인기를 샀다. 그는 현역 말년에 1년간 1. FC 카이저슬라우테른에서 보냈는데, 레스터 시티 FC로 이 기간 동안 임대 이적도 했었다. 2009년 12월 4일, 프로인트는 대런 앤더턴과 더불어 토트넘 홋스퍼의 명예의 전당에 이름을 올렸다. 그는 최고의 선수는 아니었으나 많은 존경을 받은 선수들 중 하나였다.

## 국가대표팀 경력
1995년과 1998년 사이, 그는 독일 축구 국가대표팀 소속으로 21경기에 출전하였다. 그는 UEFA 유로 1996의 우승 주역이었고, 1998년 FIFA 월드컵의 참가 선수였다.

## 감독 경력
2007년 9월 1일, 프로인트는 독일 축구 U-20 국가대표팀의 감독으로 선정되었다. 2007년 12월 5일, 그는 나이지리아 사령탑 베르티 포크츠의 수석 코치로 임명되어 아프리카 네이션스컵에 참가하였다. 그는 이후 프랑크 엥엘 감독이 이끄는 독일 U-20 국가대표팀의 수석 코치가 되었다. 2009년 5월, 그는 2009년 7월 17일에 코칭 임기를 마친 후, 2년 계약을 체결하고 독일 U-16 국가대표팀의 감독이 되었다. 1년 후, 그는 독일 U-17 국가대표팀의 감독이 되어 2011년 UEFA U-17 챔피언쉽 준우승을 거두고, 멕시코에서 열린 2011년 FIFA U-17 월드컵에서 3위를 기록하였다.그는 이후 차세대 U-16 선수들을 발굴하기 시작하였다. 2012년 7월 11일, 프로인트는 토트넘 홋스퍼 FC의 수석코치로 임명되었다.

## 방송인 경력
2006년, 그는 보리스 베커와 더불어 독일 vs. 잉글랜드판의 특별판이 패널쇼 그들은 끝났다고 생각한다 (They Think It's All Over) 라는 쇼에 출연하였다. 2011-12 시즌 초, 프로인트는 독일 유로 Sky TV 채널인 유로스포츠의 독일 분데스리가 전문가로 활동하기 시작하였다.

## 사생활
프로인트는 기혼 상태이며 슬하에 1남 2녀를 두고 포츠담에 거주하고 있다.

## 수상

### 클럽
보루시아 도르트문트
- 분데스리가: 1994–95, 1995–96
- UEFA 챔피언스리그: 1996–97
- 인터콘티넨털컵: 1997

토트넘 홋스퍼 FC
- 풋볼 리그 컵: 1999

### 국가대표팀
- UEFA 유럽 축구 선수권 대회: 1996